# شادمهر کاظم‌زاده
شادمهر کاظم‌زاده (۱۳۴۹ در دره شهر- ) نمایندهٔ پیشین دورهٔ دهم از حوزهٔ انتخابیهٔ دهلران و دره‌شهر و آبدانان در استان ایلام است. وی در دور دوم انتخابات در رقابت با احمدی با کسب ۵۱٬۶۰۴ رای از مجموع ۸۹٬۷۴۲ رای معادل ۵۷٫۵۰٪ درصد آرا به مجلس راه پیدا کرد.